# Must Museum voor textiel
Het Must Museum voor textiel is een textielmuseum in Ronse.
Het museum belicht de textielindustrie in Ronse, van grondstof tot afgewerkt product. Het Must is gevestigd in de voormalige textielfabriek Cambier-Robette in het onthaal- en belevingscentrum de Hoge Mote. Het textielmuseum bestaat uit een afdeling grondstoffen, een voorbereidingsafdeling, een stoommachine, een laboratorium, het atelier van de meestergast en een weverij. Die weverij omvat veertig werkende weefgetouwen die het productieproces van de weverij tonen en een overzicht bieden van de technische vooruitgang in de weverijsector tussen 1900 en 2000.  
Het museum werd in 1984 geopend in een fabrieksvleugel als Museum voor Textiel. Het museum toont de nauwe verwevenheid van de stad met de opkomende en zich ontwikkelende textielindustrie. De architectuurontwikkeling (waaronder art nouveau en art deco) wordt getoond. Er is ook een weverskamer en een volkscafé Den Dragonder. Het oorspronkelijke museum werd in 2006 uitgebreid en vernieuwd onder de nieuwe naam Must. Ook het Folkloremuseum maakt er deel van uit.

## Afbeeldingen

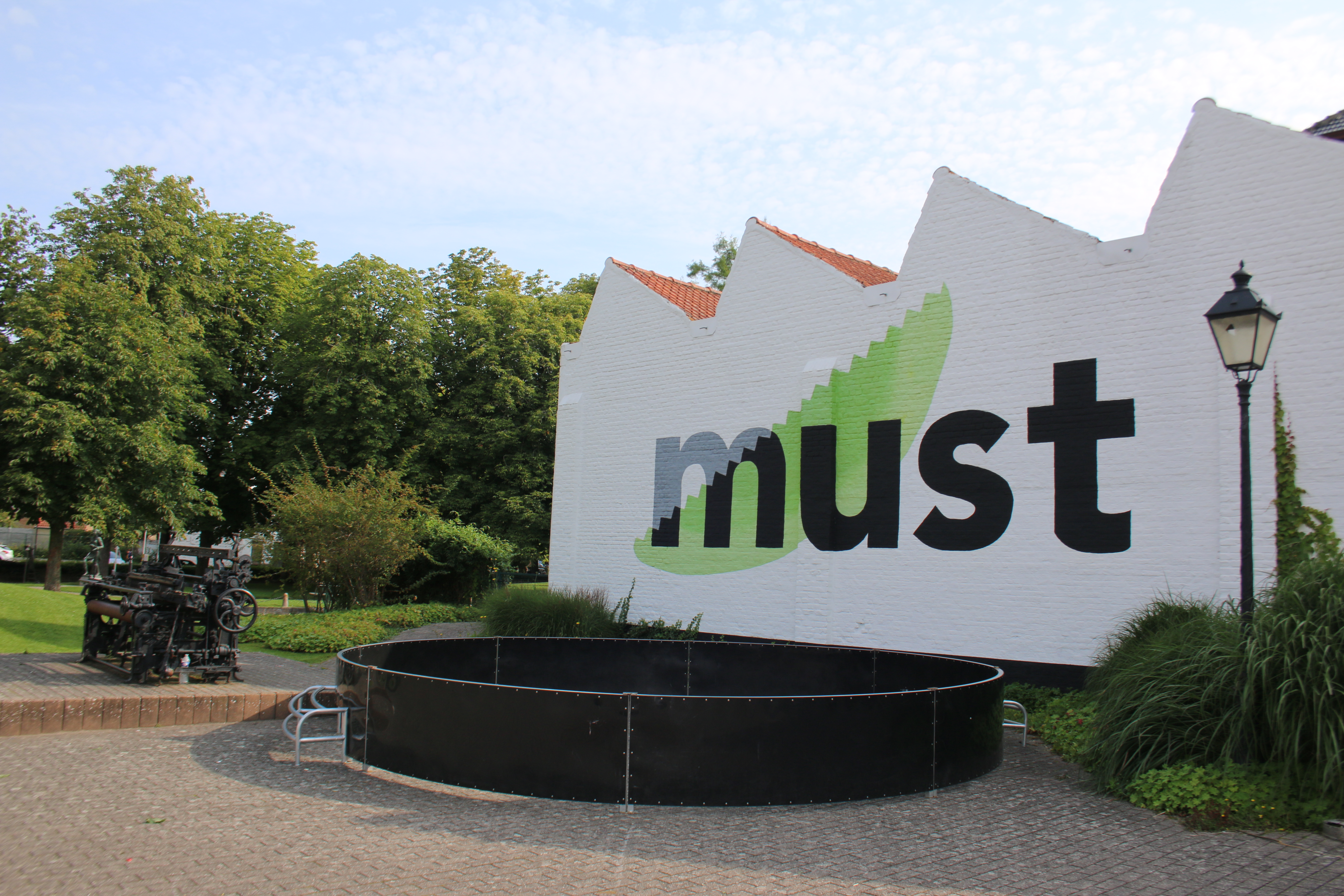
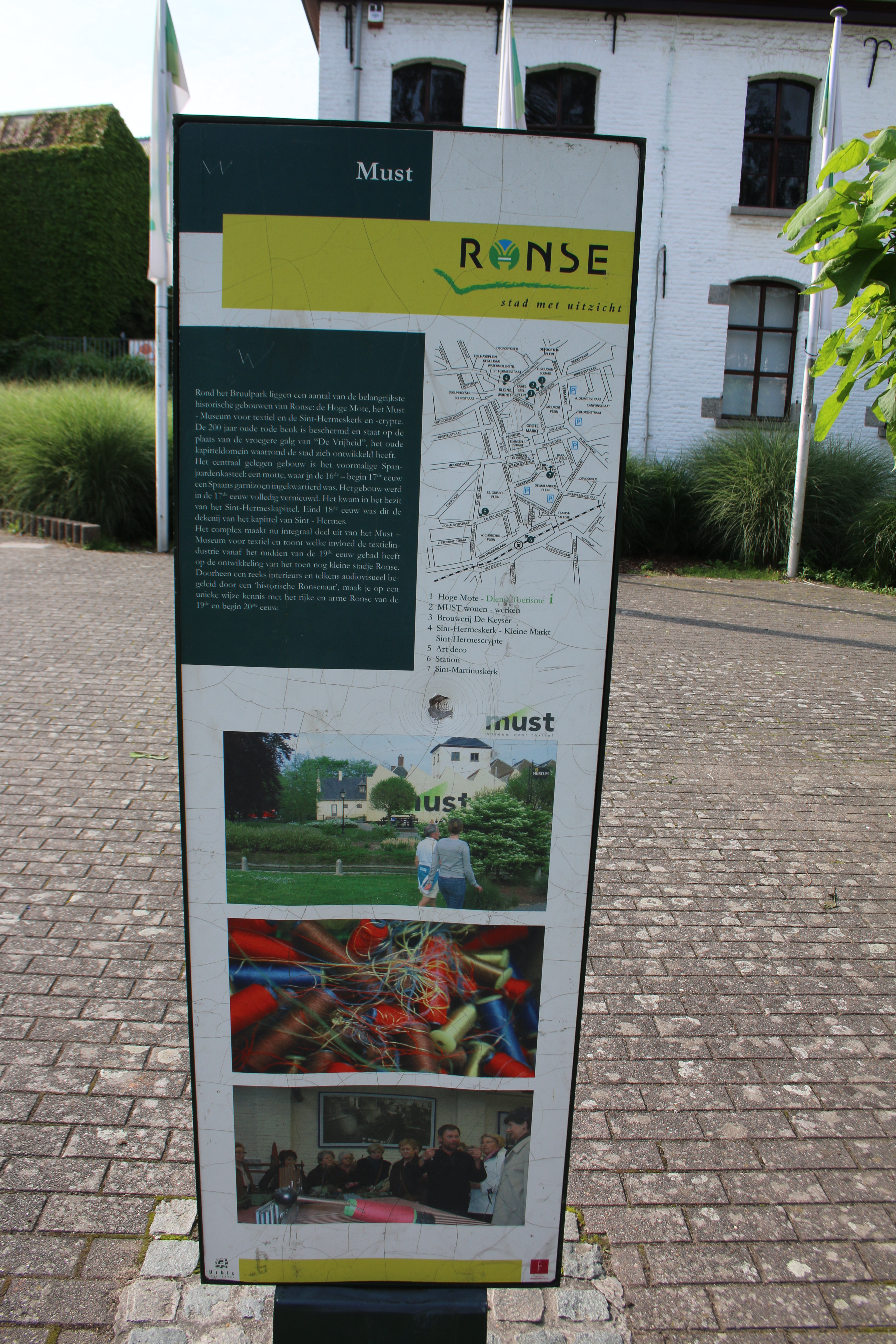